# كانية سر
كانية سر هي قرية في مقاطعة مياندوآب، إيران. يقدر عدد سكانها بـ 265 نسمة بحسب إحصاء 2016.